# Летичевський Олександр Олександрович
Олександр Олександрович Летичевський (31 січня 1960, Київ) — український кібернетик, доктор фізико-математичних наук (2016), завідувач відділу теорії цифрових автоматів Інституту кібернетики імені В. М. Глушкова НАН України.

## Життєпис
Народився 31 січня 1960 у Києві у родині українського кібернетика, майбутнього академіка Олександра Адольфовича Летичевський.
1981 закінчив факультету комп'ютерних наук та кібернетики Київського національного університету імені Тараса Шевченка.
Після закінчення університету працював в Спеціальному конструкторському бюро математичних машин і систем Інституту кібернетики імені В. М. Глушкова (нині — Інститут проблем математичних машин і систем НАН України).
Працює в Інституту кібернетики імені В. М. Глушкова НАН України після закінчення аспірантури: молодший науковий співробітник, старший науковий співробітник, завідувач відділу.
Кандидатська дисертація «Верифікація та тестування інтерактивних систем, специфікованих за допомогою базових протоколів» (2005, науковий керівник — доктор фізико-математичних наук Юлія Капітонова).
У 2007 році захистив докторську дисертацію на тему «Символьні методи в тестуванні та верифікації високонадійних програмних систем» (науковий консультант — Іван Сергієнко).

### Родина
- Прадід — оперний співак, заслужений артист УРСР Ісак Летичевський (1874—1958).
- Дід — актор, режисер Київського державного театру російської драми Адольф Летичевський (1914—1941).
- Бабуся — акторка театру і кіно Наталія Гебдовська (1910—2004).
- Батько — науковець-кібернетик, доктор фізико-математичних наук Олександр Летичевський (1935—2019).
- Брат — актор Київського державного театру російської драми Фелікс Летичевський (1963—1996)[3].

## Наукові інтереси
- алгебраїчне та інсерційне програмування;
- кібербезпека та розробка супернадійних систем;
- використання формальних методів у верифікації та тестуванні програмного та апаратного забезпечення;
- блокчейн-платформи та розподілені системи.

## Науковий доробок
Автор понад 70 наукових робіт, монографії та 4 авторських свідоцтв.

## Державні нагороди
- Державна премія України в галузі науки і техніки 2019 року — за роботу «Забезпечення функціональної безпеки критичних інформаційно-керуючих систем» (у складі колективу)[4]